# Höörs kommun
Höörs kommun er en kommune i Skåne län (Skåne) i Sverige. Kommunen omfatter 319,87 km² og har 15.970 indbyggere.
Kommunen er hjemsted for Skånes Djurpark.

## Byer i kommunen
- Höör (kommunesæde)
- Sätofta
- Tjörnarp
- Ormanäs och Stanstorp
- Ljungstorp och Jägersbo
- Norra Rörum